# Sven-Erik Olsson
Sven-Erik Olsson (ur. 7 lipca 1923 w Parnawie w Estonii, zm. 7 marca 1985 w Arosa w Szwajcarii) – szwedzki ochotnik Waffen-SS podczas II wojny światowej.
Jego rodzina była pochodzenia szwedzko-estońskiego. Uczęszczał do niemieckiej szkoły w Pärnau, gdzie był członkiem młodzieżowej organizacji Baltendeutschen Jugendorganisation. Pod koniec lat 30. wyjechał do Niemiec. 8 listopada 1939 r. wstąpił do SS. Po przeszkoleniu w ramach 16./(MG) SS-Totenkopf-Rekreuten-Standarte został przydzielony 1 maja 1940 r. do 9./SS-Totenkopf-Standarte 14. W maju 1941 r. został wysłany do Holandii do ochrony wybrzeża morskiego. 1 czerwca tego roku awansował na SS-Unterführeranwäretera. Następnie przeniesiono go do Kommandostab Reichsführer SS. Służył w różnych jednostkach Waffen-SS, dostając 1 września 1942 r. stopień SS-Unterscharführera. Od lutego 1943 r. służył w 2 kompanii SS-Nachrichten-Abteilung 10 w 10 Dywizji Pancernej SS „Frundsberg”. W maju 1944 r. awansował na SS-Oberscharführera. Początkowo walczył na froncie wschodnim na Ukrainie, a następnie wraz ze swoim oddziałem został przeniesiony do Normandii, gdzie w sierpniu 1944 r. został ranny. Pod koniec tego roku ponownie walczył na froncie wschodnim na Pomorzu, w rejonie Szczecina i Chociebuża w Niemczech. Trafił do niewoli sowieckiej, z której w 1947 r. został zwolniony. Zamieszkał w Szwecji, a następnie Szwajcarii, gdzie zmarł 7 marca 1985 r.
Był odznaczony m.in. Żelaznym Krzyżem 1 i 2 klasy.